# Sigrid Landgraf
Sigrid Landgraf   (Hanau, 7 de maig de 1959) és una jugadora d'hoquei sobre herba alemanya, ja retirada, que va competir sota bandera de la República Federal Alemanya durant les dècades de 1970 i 1980.
El 1984 va prendre part en els Jocs Olímpics de Los Angeles, on guanyà la medalla de plata en la competició d'hoquei sobre herba.
En el seu palmarès també destaquen una medalla d'or a la Copa del món d'hoquei sobre herba, una medalla de bronze al Campionat d'Europa i una medalla d'or al Campionat d'Europa d'hoquei sala. Durant la seva carrera esportiva disputà 46 partits amb la selecció nacional, dels quals 10 foren en sala. A nivell de clubs jugà al 1. Hanauer THC i guanyà la lliga alemanya de 1981 i 1983.